# La Concepción (La Huerta)
La Concepción es una localidad del estado mexicano de Jalisco. Es parte del municipio de La Huerta.

## Toponimia
El nombre «Concepción» hace referencia a la santa patrona de la localidad: Nuestra Señora de la Inmaculada Concepción.

## Demografía
| Gráfica de evolución demográfica |
|                                  |

| Censo | Población |
| ----- | --------- |
| 1910  | 137       |
| 1921  | —         |
| 1930  | 180       |
| 1940  | 386       |
| 1950  | 839       |
| 1960  | 929       |
| 1970  | 1 347     |
| 1980  | 1 470     |
| 1990  | 1 669     |
| 2000  | 1 573     |
| 2010  | 1 530     |
| 2020  | 1 485     |